# Omicron Hydrae
Désignations
Omicron Hydrae (en abrégé ο Hya) est une étoile de la constellation de l'Hydre. Elle est visible à l'œil nu avec une magnitude apparente de 4,70. L'étoile présente une parallaxe annuelle de 7,09 mas mesurée par le satellite Gaia, ce qui indique qu'elle est distante d'environ 141 pc (∼460 al) de la Terre.

## Propriétés
Omicron Hydrae est une étoile bleu-blanc de la séquence principale de type spectral B9 V. Elle est estimée avoir complété 98,4 % de sa vie sur la séquence principale. L'étoile est 3,56 fois plus massive que le Soleil, elle est 309 fois plus lumineuse que le Soleil et sa température de surface est de 10 495 K. Elle tourne relativement rapidement sur elle-même, montrant une vitesse de rotation projetée de 160 km/s.

## Nomenclature
ο Hydrae, latinisé Omicron Hydrae, est la désignation de Bayer de l'étoile. Elle porte également la désignation de Flamsteed de 25 Crateris. John Flamsteed, dans son catalogue d'étoiles, incluait parmi les constellations l'Hydre (Hydra) ainsi que « l'Hydre et la Coupe » (Hydra & Crater). Cette dernière incluait indifféremment les étoiles de la Coupe à proprement parler et les étoiles de l'Hydre qui sont situées en dessous d'elle, Omicron Hydrae étant l'une d'entre-elles.